# The Soft Boys
The Soft Boys foi uma banda de indie rock britânica fundada em 1976 por Robyn Hitchcock principalmente durante a década de 1970.
Inicialmente, seu estilo era uma combinação de folk e rock psicodélico, só que mais tarde com o lançamento de Underwater Moonlight, eles se tornariam um dos principais grupos da neopsicodelia, inspirando muitos grupos do rock alternativo como R.E.M. e The Replacements.
A banda lançou dois álbuns de estúdio antes de se separar em 1981, com a falta de sucesso. Robyn Hitchcock, acompanhado pela seção rítmica da banda, começa mais tarde a sua carreira solo, enquanto o guitarrista Kimberley Rew formaria o Katrina and the Waves.
Os Soft Boys voltaram a ativa em 1994 para uma turnê pelo Reino Unido e novamente em 2001 para o 20º aniversário de seu segundo álbum, Underwater Moonlight e o lançamento de um novo álbum, Nextdoorland em 2002. Eles se separaram mais uma vez em 2003.

## Discografia

### Estúdio
- A Can of Bees (1979)
- Underwater Moonlight (1980)
- Invisible Hits (1983)
- Nextdoorland (2002)

### Compilações e álbuns ao vivo
- Two Halves for the Price of One (1981)
- Live at the Portland Arms (cassette, 1983; LP, 1988)
- Wading Through a Ventilator (EP) (1984)
- Raw Cuts (EP) (1989)
- 1976-81 (2 CD) (1993)
- Where Are The Prawns (cassette, 1994)
- Underwater Moonlight... And How It Got There (2 CD) (2001)

### Singles e EP
- Give It To The Soft Boys 7" EP: "Wading Through A Ventilator" b/w "The Face Of Death" and "Hear My Brane" (1977)
- "(I want to Be an) Anglepoise Lamp" b/w "Fatman's Son" (1978)
- Near the Soft Boys 7" EP: "Kingdom of Love" b/w "Vegetable Man" & "Strange" (1980)
- "I Wanna Destroy You" b/w "Old Pervert" (1980)
- "Only the Stones Remain" b/w "The Asking Tree" (1981)
- "Love Poisoning" (1982)
- "He's a Reptile" b/w "Song No. 4" (1983)
- "The Face of Death" b/w "The Yodelling Hoover" (1989)
- Side Three (CD EP) (2002)